# Transarctica
Transarctica (или Arctic Baron) — компьютерная игра 1993 года, созданная французской компанией Silmarils для платформы Amiga, и затем портированная на ПК, Atari ST, Macintosh и Atari Falcon. Сюжет игры базируется на серии научно-фантастических постапокалиптических романов Компания льда (фр. La Compagnie des glaces) французского писателя Жоржа Жана Арно.

## Игровой процесс
Игра разделена на два режима: исследование и бой.

### Исследование
Поезд перемещается по Евразии и Северной Африке, используя собранный уголь в качестве валюты и топлива, посещая города, чтобы торговать и улучшать поезд, а также в поисках подсказок для выполнения сюжетного задания. Также, с учётом мировой антиутопии, необходимо использовать и покупать рабов для прохождения игры. При перемещении по мировой карте есть случайные встречи с караванами торговцев, стадами мамонтов (при наличии определённого вагона можно приручить их) или стаями волков. Помимо городов имеются ремонтные станции, где можно починить вагоны, сменить их расположение в составе и убрать из состава окончательно.

### Сражения
Встреча с другим поездом запускает боевой режим. Сражения происходят в реальном времени, а также в замедленном темпе.
Две стороны расположены на параллельных дорожках на некотором расстоянии друг от друга. Маневрирование поездов ограничивается горизонтальным движением. Боевые средства включают пушки (для атаки вражеских фургонов), пулеметы (чтобы уничтожать наземные войска), пехоту (действуют на самих поездах и между ними, могут устанавливать заряды на вражеские фургоны и очищать их от вражеской пехоты) и кавалерию мамонтов (атакуют вражеские наземные войска, защищают и перевозят союзные). Все остальные вагоны, кроме локомотивов, в ходе боёв не используются.
Бой выигрывается после обезоруживания противника, после чего поезд разграбляется на предмет целых вагонов и материалов. Игра будет считаться проигранной, если «Трансарктика» потеряет жизненно важный вагон или локомотив. Стычки между поездами могут занимать несколько минут в зависимости от размера составов и количества боевых единиц.

## Сюжет
В XXI веке человечество страдает из-за парникового эффекта. Попытка остановить климатическую угрозу обернулась наступлением нового ледникового периода и крахом цивилизации. Спустя столетия планета полностью покрыта толстым непрозрачным слоем облаков. Гигантские волчьи стаи бродят по замороженным пустошам, а из стад слонов вновь появились мамонты.
Человечество живёт в нескольких поселениях, сообщение между которыми поддерживаются сетью массивных бронепоездов. Сеть, в свою очередь, находится в руках «Союза викингов», который жёстко реагирует на любые угрозы своей власти. Однако, в 2714 году, несколько радикалов готовы попытаться изменить ситуацию и, сумев угнать принадлежащий союзу поезд «Трансарктика», отправляются на поиски «солнца».

## Выпуск
В 2010 году игра была бесплатно переиздана французской компанией DotEmu, портировавшей игру под современные платформы.

## Критика
Журнал Computer Gaming World в номере за май 1994 года раскритиковал управление поездом как слишком простое и «намеренно раздражающее», а боевые действия — как «мучительно медленные», а также упомянул другие «раздражающие неровности». Журнал пришёл к выводу, что «недостатки игры разрушают оригинальную и восхитительную предпосылку».